# Kvasir
Kvasir segundo a mitologia nórdica, é um deus, resultado da junção da saliva de todos os deuses.

## O nascimento de kvasir
Depois da guerra Æsir-Vanir, todos os deuses Vanir e Æsir juntaram as salivas em sinal de paz, resultando desta junção um deus da raça Vanir extremamente sábio, o deus Kvasir.
A sua existência é referida várias vezes no Gylfaginning e no Skáldskaparmál do Edda em verso.

## O hidromel da poesia

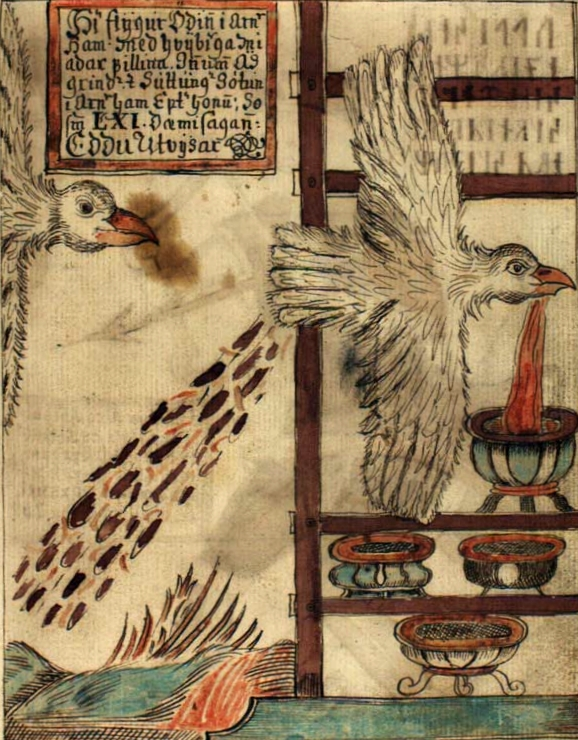
Odin transformado em águia depois de roubar o hidromel a Suttung

Kvasir foi morto pelos irmãos anões Fjalar e Galar. Os irmãos tiraram-lhe o sangue e misturaram-no com mel, resultando um hidromel que inspirava os poetas, o hidromel da poesia, que guardavam no Odrörir.
O Odrörir é mais tarde roubado por Odin. Fjalar e Galar matam os pais de Suttung, e para "compensar" a morte deles, dão a Suttung o Odrörir, o qual Suttung deixa à guarda da sua filha Gunnlod na montanha Hnitbjorg, onde Odin o rouba.